# 御沓優子
御沓 優子（みくつ ゆうこ、3月22日 - ）は、日本の女性声優。大沢事務所所属。大分県出身。

## 略歴
映像テクノアカデミア卒業。
以前はオフィス薫、オフィスPACに所属していた。
2025年2月28日、同日付でオフィスPACを退所、大沢事務所に移籍することが、事務所のホームページにて発表された。

## 人物
音域はアルト - ソプラノ。
趣味は散歩、読書、写真。特技は口笛、水泳、絵を描くこと。

## 出演
太字はメインキャラクター。

### テレビアニメ
2015年
- 牙狼-GARO- -炎の刻印-（子供）
- FAIRY TAIL（女子）
- 銀魂゜（町人、逆ナン女A）
- ブレイブビーツ（2015年 - 2016年、市川あや、ミンク、MC）

2016年
- 牙狼 -紅蓮ノ月-（面1）
- ルパン三世 PART IV（猫神珠世、米アナウンサー）

2018年
- 牙狼〈GARO〉-VANISHING LINE-（キャスター）

2020年
- 啄木鳥探偵處（加世の母）

2023年
- TRIGUN STAMPEDE（ロロの母）

### 劇場アニメ
- THE IDOLM@STER MOVIE 輝きの向こう側へ!（2014年、ダンスコーチ）

### ゲーム
- 真・三國無双ブラスト（夏侯姫）[10]
- PSYCHO-PASS サイコパス 選択なき幸福
- ドラゴンクエストVIII 空と海と大地と呪われし姫君（リーザス）
- New みんなのGOLF（プレイヤーボイス）
- 真・三國無双8（夏侯姫）
- Apex Legends（ローバ[11]）
- デッドライジング デラックスリマスター

### ドラマCD
- いかさま博覧亭

### 吹き替え

#### 担当女優
エミリー・ヴァンキャンプ
- マーベル・シネマティック・ユニバース（ケイト / シャロン・カーター / エージェント13）
  - キャプテン・アメリカ/ウィンター・ソルジャー
  - シビル・ウォー/キャプテン・アメリカ
  - ファルコン&ウィンター・ソルジャー
  - ホワット・イフ...?

- マーベル75年の軌跡 コミックからカルチャーへ!（本人）

#### 映画
- アイ・オリジンズ
- アメイジング・スパイダーマン2（管制官2 (女性)）
- アンリミテッド（ジョーイ〈クリスチャン・スティール〉）
- インデペンデンス・デイ: リサージェンス（球体）
- 裏窓（ミス・トルソ）
- エリザベート 〜愛と哀しみの皇妃（イーダ）
- 黄金のアデーレ 名画の帰還（若い頃のマリア・アルトマン〈タチアナ・マスラニー〉）
- オペレーション・ローグ（ジェナ・ウォレス）
- キャリー（ティナ・ブレイク〈ゾーイ・ベルキン〉[14]）
- GODZILLA ゴジラ（アキオの母[15]）
- サード・パーソン
- ザ・ターニング（ケイト・マンデル〈マッケンジー・デイヴィス〉）
- サンバ（マニュ）
- シルク・ドゥ・ソレイユ3D 彼方からの物語
- 新トレマーズ モンゴリアン・デスワームの巣窟（ステフィ）
- スター・ウォーズ/スカイウォーカーの夜明け
- スター・トレック イントゥ・ダークネス（ガイアナ）
- ダークハウス（ミッシェル〈コディ・ホーン〉）
- 007 スペクター（エストレーリャ〈ステファニー・シグマン〉）
- ダブルヘッド・ジョーズ（アリソン）
- DCエクステンデッド・ユニバース
  - マン・オブ・スティール（クリッシー）
  - バットマン vs スーパーマン ジャスティスの誕生（ルブラン）
- ディス・イズ・ジ・エンド 俺たちハリウッドスターの最凶最期の日（リアーナ）
- デス・レース3 インフェルノ（プルーデンス）
- 鉄拳 Kazuya's Revenge（ローナ・アンダース〈ケリー・ウェナム〉）
- デビル・ストレンジャー（タミー）
- ドラゴン・ブレイド（少年3）
- トランスフォーマー/ロストエイジ（美人助手1）
- ドリスの恋愛妄想適齢期（ブルックリン〈ベス・ベアーズ〉）
- ナイト ミュージアム/エジプト王の秘密（アリス・イヴ）
- パッション（クリスティーン〈レイチェル・マクアダムス〉）
- ファンタスティック・フォー（女子学生1）
- ブライト（シェリ・ウォード）
- プリズナーズ（イライザ・バーチ）※ソフト版
- マーベル・シネマティック・ユニバース
  - アイアンマン3（女性リポーター3）
  - マイティ・ソー/ダーク・ワールド（列車の女性）
  - アベンジャーズ/エイジ・オブ・ウルトロン（女性警官2）
- マキシマム・ブロウ（モニーク）
- ミッション:インポッシブル/ローグ・ネイション（ローレン〈チャン・チンチュー〉）
- ワイルドカード（カサンドラ〈ホープ・デイヴィス〉）
- 私にだってなれる! 夢のナレーター単願希望（キャメロン・ディアス）

#### ドラマ
- アメリカン・クライム・ストーリー/弾劾裁判（ポーラ・ジョーンズ〈アナリー・アッシュフォード〉[16]）
- エレメンタリー ホームズ&ワトソン in NY
- オビ＝ワン・ケノービ（ニーシェ・ホーン〈マリーセ・アルヴァレス〉）
- 女の香り（スンア、チェソン、ウィルソン夫人、ミス・リー）
- キスは背伸びして
- グッド・ワイフ シーズン3（パメラ）
- ザ・シューター シーズン2（アンジェラ・ティオ）
- 絶対彼氏〜My Perfect Darling〜（蔡先輩）
- DEFIANCE/ディファイアンス（ケニヤ〈ミア・カーシュナー〉）
- トゥルーブラッド（ルナ）
- ナース・ジャッキー シーズン4
- ビッグバン★セオリー ギークなボクらの恋愛法則（エミリー）
- プロポーズ大作戦〜Mission to Love（ユ・チェリ〈キム・イェウォン〉、ベコの少年時代）
- ボディ・オブ・プルーフ 死体の証言 シーズン3
- ボルジア 欲望の系譜（パンティシリア）
- ホワイトカラー シーズン4（エスター）
- ホワイトカラー シーズン5、ファイナル・シーズン（レベッカ・ロウ〈ブリジット・リーガン〉）
- メンタリスト シーズン4（リンディ）

#### アニメ
- アベンジャーズ・アッセンブル(テレビアニメ)（Ms.マーベル）
- ちいさなプリンセス ソフィア（サフラン）
- マーベル スパイダーマン（Ms.マーベル）
- マーベル ライジング（Ms.マーベル）
- LEGO スター・ウォーズ/オールスターズ（モクシー）

### ボイスオーバー
- ANIMAL WITNESS（リン・キンゼイ）
- アメリカお宝鑑定団ポーンスターズシーズン3(アンドレア）
- アメリカ極秘文書の謎
- お母さん交換　家族改造計画（メリッサ・マーティン・ポルタラ）
- ギャングの妻たち（デニース・オレーナ、子供のアンドリュー）
- 現代の脅威（ダニーゼ・クーン）
- 逃亡犯の告白（エイミー）
- ビンラディン殺害の軌跡（アルビオン、ハリントン）
- BS世界のドキュメンタリーシリーズ
  - イギリスの今　格差都市ロンドン（記者ほか）
- マーサ・スチュワート・ショー

### ナレーション
- カメダデンキ『厳選LED電球』
- トクホン『フェルビナシリーズ』店内CM
- ノボ ノルディスク『ノルディトロピン フレックスプロ』使用説明DVD

### VP
- 資生堂

### オーディオドラマ
- クレシェンド 第二章 ～ 最終章[17][18][19][20]（ユズハ[21]）